# Cassia javanica
La casia de Java (Cassia javanica) es un árbol perteneciente a la familia de la fabáceas. Es un árbol caducifolio nativo del sudeste asiático. donde llega a alcanzar 24 m de alto. Los especímenes cultivados suelen medir la mitad de esa altura y tener una copa ancha y aplanada por la parte superior. 

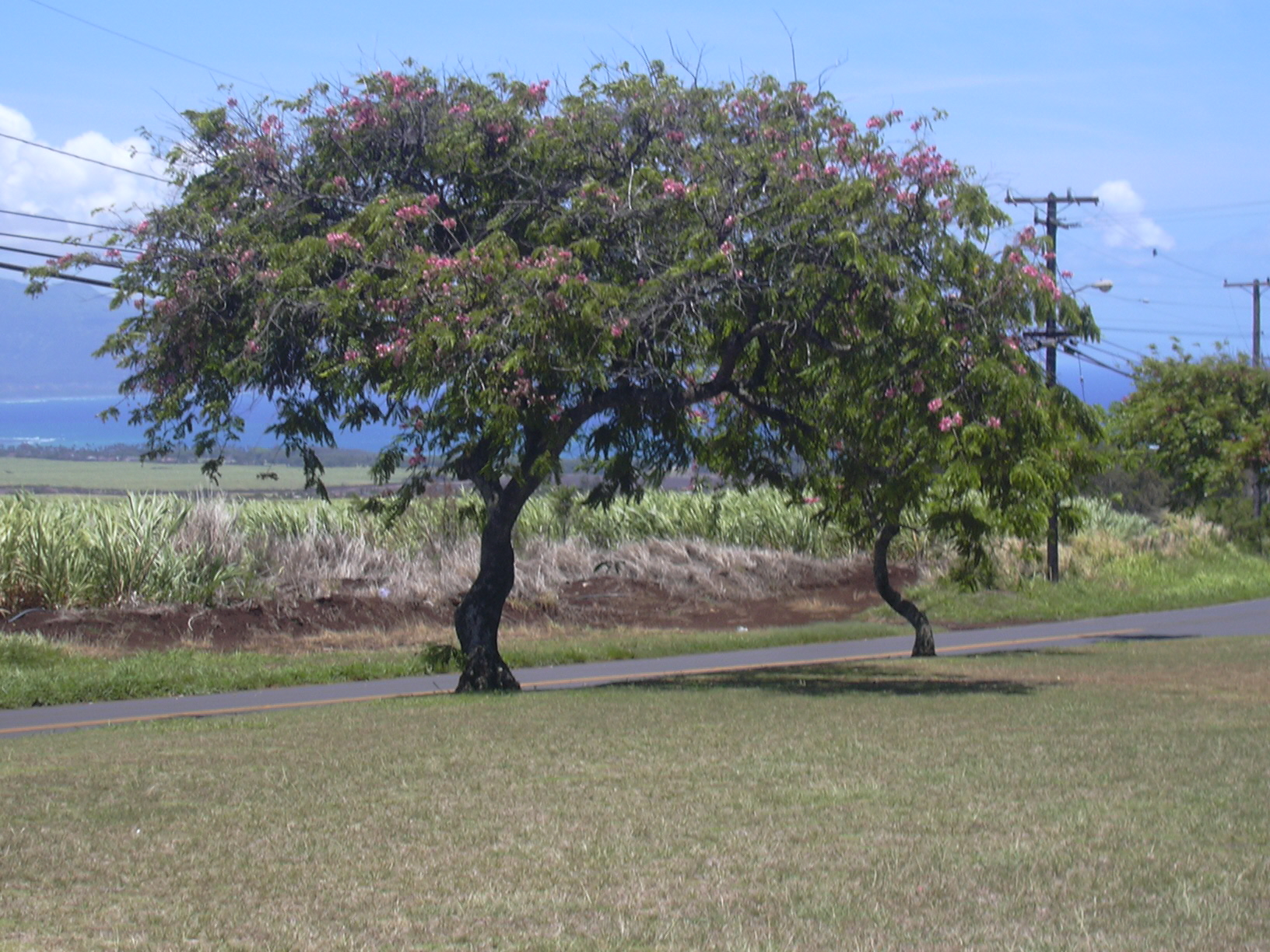
Vista del árbol

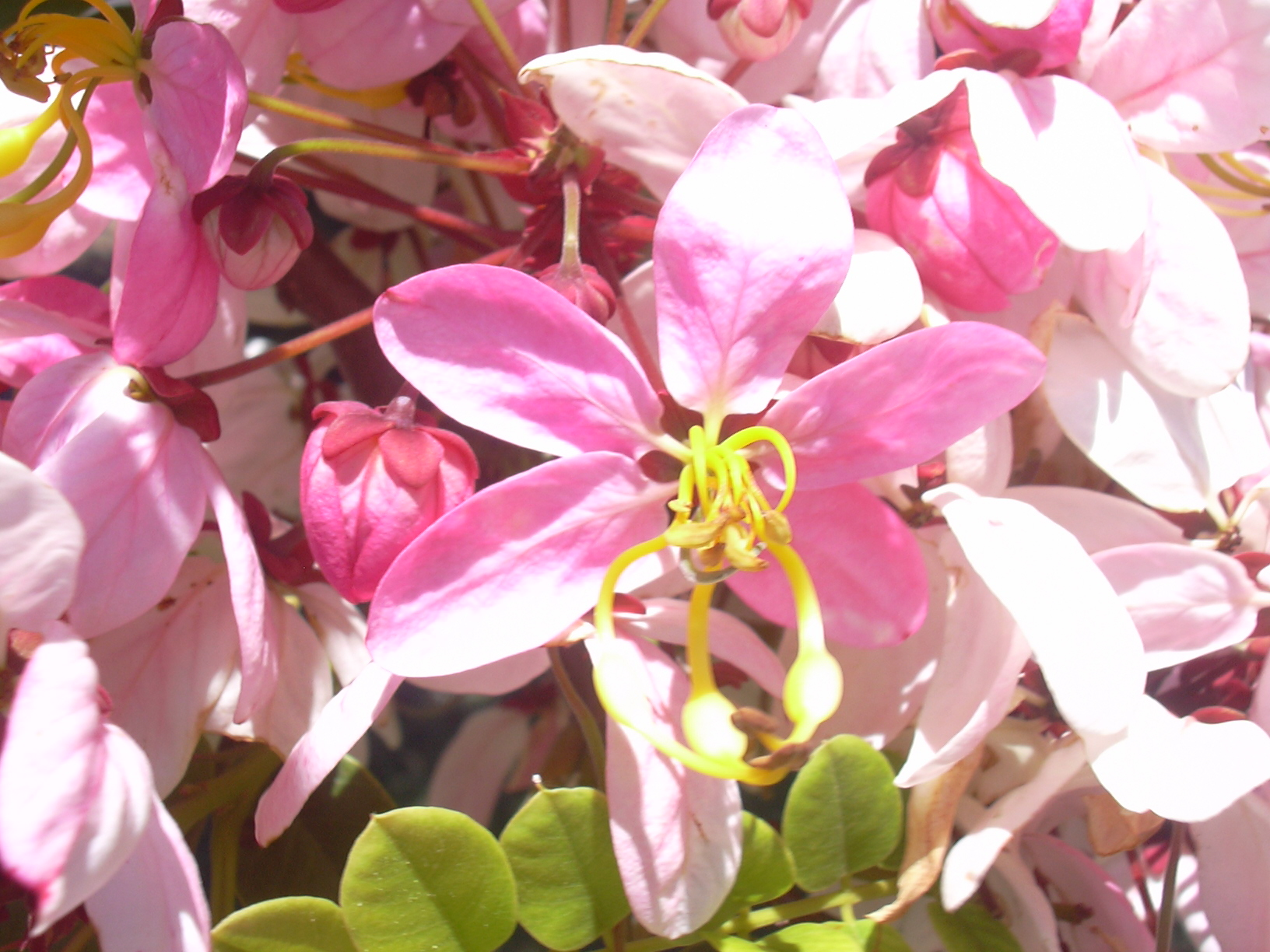
Detalle de las flores

## Descripción
Son árboles semicaducifolios, que alcanzan un tamaño de hasta 25 (–40) m de alto; ramitas jóvenes puberulentas o pilosas. Hojas hasta 20–40 cm de largo; folíolos mayormente 8–17 pares, ovado-obtusos u oblongo-agudos a obovados, el más grande 3–9 cm de largo y 1.5–3.2 cm de ancho, 6–9 nervios secundarios a cada lado del nervio principal; pecíolos 10–18 mm de largo, estípulas foliáceas hasta 18 mm de largo, con lobos ascendentes y descendentes lunulares, caducas. Racimos con 10–numerosas flores, eje hasta 3–12 cm de largo, pedicelos 30–60 mm de largo; sépalos reflexos, 5.5–7 mm de largo; pétalos rosados, rojos o rosado-amarillentos, blanquecinos al marchitarse, subiguales, hasta 18–35 mm de largo; filamentos glabros, los 3 sigmoides ca 20 mm de largo, dilatados cerca de la mitad en un nódulo globoso o elipsoide, anteras levemente puberulentas dorsalmente. Fruto linear-alargado, terete o casi así, 40–60 cm de largo y 1.4–1.8 (–2) cm de ancho, no carinado en las suturas, lóculos rellenos con un disco suberoso que envuelve a las semillas; semillas 6.5–8 mm de largo, brillantes.

## Taxonomía
Cassia javanica fue descrita por Carlos Linneo y publicado en Species Plantarum 1: 379. 1753.
Etimología
Cassia: nombre genérico que proviene del griego antiguo kassía, nombre de la planta laurácea Cinnamomum cassia, en los antiguos, y pasado a Leguminosas por Caesalpinio.
javanica: epíteto geográfico que alude a su localización en la Isla de Java.
Variedades
- Cassia javanica subsp. bartonii (Bailey) K. Larsen
- Cassia javanica subsp. nodosa (Roxb.) K.Larsen & S.S.Larsen
- Cassia javanica subsp. pubiflora (Merr.) K.Larsen

Sinonimia
- Cassia bacillus Gaertn.
- Cassia megalantha Decne.
- Cathartocarpus javanicus Pers.[2]